# La Miñosa
La Miñosa – gmina w Hiszpanii, w prowincji Guadalajara, w Kastylii-La Mancha, o powierzchni 44 km². W 2011 roku gmina liczyła 41 mieszkańców.